# 165
Римська імперія •  Парфянське царство •  Кушанське царство •  Східна Хань •  Сармати

## Геополітична ситуація
У Римській імперії п'ятий рік спільно правлять Луцій Вер (до 169) та Марк Аврелій (до 180). Імперія  займає Апеннінський, Піренейський та Балканський півострови, Галлію, частину Британії, Близький Схід, Північну Африку включно з Єгиптом. Продовжується війна Риму з Парфією. 
Наймогутніша держава центральної Азії — Парфянське царство. Наймогутніша держава Індостану — Кушанське царство. Династія Хань править у Китаї.  Корейський півострів ділять між собою Три корейські держави. 
Триває докласичний період цивілізації мая.
На території майбутньої України, в степах Причорномор'я, кочують сармати, північніше — племена Черняхівської культури.

## Події

### Римська імперія
- Консулами у Римі були Марк Гавій Орфіт та  Луцій Аррій Пудент.
- Авідій Кассій вів успішну війну з Парфією. Парфяни вже благали про мир, але в римських військах спалахнула пошесть.
- Римляни захопили Дура-Европос і розмістили в місті гарнізон.
- Римський імператор Марк Аврелій організував Legio II Italica.
- Марк Аврелій  розділив Італію на чотири юридичні одиниці, а з Римом на п'ять.
- У Римській імперії почалася епідемія чуми, яку назвали чумою Антоніна.
- У Римі поставлено кінну статую Марка Аврелія.

### Релігія
- Римляни стратили християнського філософа Юстина Мученика.
- Християнський філософ Таціан написав «Звернення до греків», де розкритикував зло язичництва.

### Азія
- Правителем Когурьо (однієї з трьох корейських держав) став Сінтхе.

## Померли
- Клавдій Птолемей — астроном
- Юстин Мученик — один із перших християнських апологетів